# Сьюэлл, Артур
Артур Сьюэлл (англ. Arthur Sewall; 25 ноября 1835 — 5 сентября 1900) — американский судостроитель из штата Мэн, наиболее известный как кандидат от Демократической партии на пост вице-президента США в 1896 году, напарник Уильяма Дженнингса Брайана. С 1888 по 1896 год он был членом Национального комитета Демократической партии и безуспешно баллотировался в Сенат штата Мэн, выдвинувшись против Юджина Хейла. Единственными выборными должностями, которые занимал Сьюэлл, были должности члена городского совета и олдермена в городе Бат.

## Биография
Артур Сьюэлл родился 25 ноября 1835 года в Бате, штат Мэн, в семье Уильяма и Рэйчел Сьюэлл. После смерти отца Сьюэлл и его брат возглавили успешный и богатый судостроительный бизнес, а после смерти брата в 1879 году он взял управление в свои руки. С 1884 по 1893 год он занимал пост президента Центральной железной дороги штата Мэн, а также был президентом Национального Банка Бата. В 1892 году Сьюэлл спустил на воду судно «Роанок», которое на тот момент было крупнейшим деревянным судном в мире.
Сьюэлл присутствовал на всех национальных съездах Демократической партии с 1872 по 1900 год за исключением 1876 года, хотя он был ярым поклонником кандидата от Демократической партии на пост президента в том году Сэмюэля Тилдена и считал что его победа была украдена. Сьюэлл потерпел поражение на выборах в Сенат США в 1893 году от Мэна.
В июне 1895 года он выступил в поддержку свободного серебра и занял третье место в первом туре голосования за номинацию на пост вице-президента на Национальном съезде Демократической партии 1896 года, уступив конгрессмену Джозефу Сибли и издателю Джону Маклину, но смог получить большинство в пятом туре голосования. Считается, что его выбор был попыткой завоевать симпатии среди консервативных и новоанглийских демократов, которых беспокоили популистские взгляды кандидата на пост президента Уильяма Дженнингса Брайана. Сьюэлл выступал за высокие тарифы и почти империалистическую внешнюю политику и сходился с Брайаном только по денежному вопросу. Сьюэлл был одним из немногих политиков, который был приверженцем сведенборгианства, религии, основанной на трудах шведского теолога Эммануила Сведенборга. Сьюэлл был напарником Брайана в его первом из трёх выдвижений кандидатом в президенты от Демократической партии.
5 сентября 1900 года Сьюэлл скончался в Смолл-Пойнте, штат Мэн от апоплексического удара. Он похоронен на кладбище Оук-Гроув в Бате, штат Мэн. На момент смерти его состояние оценивалось в 5 000 000 долларов.
Его сын Самнер Сьюэлл был республиканским губернатором Мэна в 1941—45 годах.